# Taras Tomenko

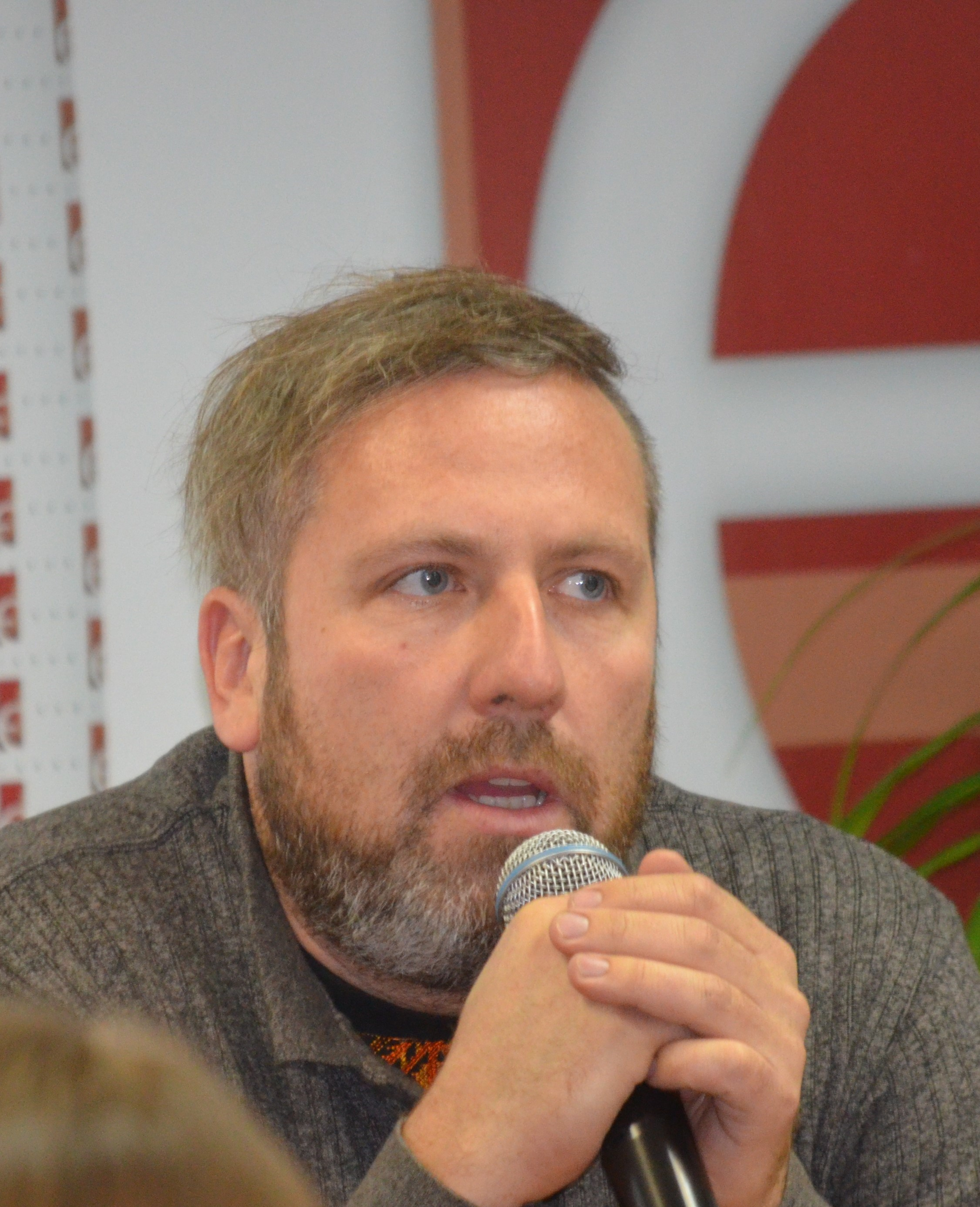
Taras Tomenko, 2015

Taras Mykolajowytsch Tomenko (ukrainisch Тарас Миколайович Томенко; * 6. Februar 1976 in Kiew, Ukrainische SSR, Sowjetunion) ist ein ukrainischer Filmregisseur.

## Leben
Tomenko wurde in Kiew geboren. Sein Vater war der Dichter Mykola Tomenko. Sein Großvater fiel im Zweiten Weltkrieg, seine Großmutter starb an den Folgen der harten Arbeit in der Kolchose.
Er studierte an der Nationalen Taras-Schewtschenko-Universität Kiew und an der Nationalen Universität für Theater, Film und Fernsehen IK Karpenko-Kary in Kiew.
Tomenko ist Mitglied der Ukrainischen Filmakademie und der Europäischen Filmakademie.

## Filmografie
Dokumentarfilme
- 2004: Discovering Ukraine
- 2007: Liza
- 2015: Prison Mamas
- 2016: Checkpoint Ukraine
- 2017: Slovo House[3]
- 2017: Children of Donbass
- 2022: Taubes Gestein (Terykony)
- 2024: Sentimentale Reise auf den Paradschanow-Planeten[4]

Kurzfilme
- 1999: Slaughter House
- 2001: Tyr
- 2006: Parched Land

## Auszeichnungen
Tomenkos Film Slovo House erhielt 2018 den Golden-Dzyga-Preis für die Kategorie Dokumentarfilm. 2006 wurde der Film Liza als bester Dokumentarfilm auf dem Vidkryta Nich Film Festival ausgezeichnet. 2024 wurde der Film Sentimentale Reise auf den Paradschanow-Planeten als bester Dokumentarfilm auf dem 9. Filmfestival Ukraїna in Warschau anerkannt. Im selben Jahr bekamm auch den dritten Platz im Publikumspreis auf dem 39. Warschauer Filmfestival.